# Thailand's Next Top Model
Thailand's Next Top Model è l'edizione thailandese del reality show America's Next Top Model, ed è andata in onda nel 2005. Il programma è stato condotto dalla modella thailandese Sonia Couling. Il premio per la vincitrice includeva un contratto con l'agenzia Elite Model Management.
La prima ed unica stagione è stata trasmessa dal 18 maggio 2005 ed è stata vinta dalla diciannovenne Chananun Khiaochaoum.

## Edizione
| Edizioni | Messa in onda  | Vincitrice          | Seconda classificata | Altre concorrenti in ordine di eliminazione | Numero di concorrenti | Destinazione internazionale |
| -------- | -------------- | ------------------- | -------------------- | --- | --------------------- | --------------------------- |
| 1        | 18 maggio 2005 | Chananun Kheawchaum | Kanyanat Sutpa       | Chatkaew Boonchuay, Namfon Dalhek, Sareena Christodurachris, Salinsiri Phuenghan, Augsorn Watmeuang, Kanyarath Piampiboon, Praewa Teerawisutkul, Panadda Karachoth, Ratee Ngarmniyom, Wanlika Puagkong, Yuwaree Pomanee | 13                    | Tokyo                       |